# City of tracks
『city of tracks』（シティ・オブ・トラックス）は、4D-JAMの2枚目のシングル。

## 内容
スカイパーフェクTV・ディレクTV『松尾潔的音楽生活』エンディングテーマで、1枚目のアルバム『CITY OF TRACKS』先行シングルおよびタイトル曲。

## 批評
『CDジャーナル』は「こういう芸風の人はたくさんいるから差別化が大変。歌はソウルフルだが歌は結構痛い」と評した。

## 収録曲
1. city of tracks
作詞・作曲：シオジリケンジ　編曲：4D-JAM
2. woman got soul
作詞：ふるかわ魔法・シオジリケンジ　作曲：シオジリケンジ　編曲：4D-JAM
3. harvest noon
作詞：ふるかわ魔法・シオジリケンジ　作曲：シオジリケンジ　編曲：4D-JAM